# Оратівська волость
Оратівська волость — адміністративно-територіальна одиниця Липовецького повіту Київської губернії з центром у містечку Оратів.
Станом на 1886 рік складалася з 7 поселень, 7 сільських громад. Населення — 5935 осіб (3048 чоловічої статі та 2887 — жіночої), 816 дворових господарств.
|                     | Площа, десятин | У тому числі орної, дес. |
| ------------------- | -------------- | ------------------------ |
| Сільських громад    | 4552           | 3109                     |
| Приватної власності | 7955           | 5462                     |
| Іншої власності     | 257            | 181                      |
| Загалом             | 12764          | 8752                     |

Поселення волості:
- Оратів — колишнє власницьке містечко при річці Гнила Рось за 40 верст від повітового міста, 1347 осіб, 235 дворів, православна церква, костел, єврейський молитовний будинок, постоялий будинок, ярмарок через 2 тижні, 3 водяні млини.
- Гоноратка — колишнє власницьке село при річці Рось, 347 осіб, 61 двір, православна церква, школа, постоялий будинок і кузня.
- Животівка — колишнє власницьке село при річці Рось, 965 осіб, 134 двори, православна церква, школа, постоялий будинок, кузня, водяний млин, крупорушка.
- Заруддя — колишнє власницьке село  при річці Гнила Рось, 1084 особи, 143 двори, православна церква, школа, постоялий будинок, вітряний млин.
- Казимирівка — колишнє власницьке село  при річці Рось, 338 осіб, 54 двори, православна церква, школа, водяний млин.
- Лопатинка — колишнє власницьке село  при річці Рось, 332 особи, 48 дворів, православна церква, школа, постоялий будинок.
- Оратівка — колишнє власницьке село при річці Рось, 388 осіб, 65 дворів, православна церква, школа, постоялий будинок, крупорушка.